# Општина Кранђени (Телеорман)
Кранђени (рум. Crângeni) општина је у Румунији у округу Телеорман.
Oпштина се налази на надморској висини од 79 m.